# Армстронг, Ричард
Сэр Ричард Армстронг (англ. Richard Armstrong; 1782 — 3 марта 1854) — генерал-лейтенант британской армии, рыцарь-командор Ордена Бани.

## Биография
Родился в 1782 году в семье подполковника Ричарда Армстронга.
23 июня 1796 года поступил на службу в звании энсина. 
С 7 июля 1808 года на службе в составе 97-го пехотного полка в звании капитана. С августа 1808 по 1814 год участвовал в войне на Пиренеях. С 30 мая 1811 года — майор. С 26 августа 1813 года — подполковник. В 1813 году в ходе боёв командовал португальскими частями, получил несколько ранений. 
После завершения Наполеоновских войн в течение шести лет служил в Португалии.
В 1825 — 1826 годах участвовал в Первой англо-бирманской войне. В декабре 1825 года в звании бригадира участвовал в обороне Проме.
22 июля 1830 года получил звание полковника.
В 1841 году в звании генерал-майора назначен начальником штаба вооружённых сил в Канаде. В июле 1842 года сменил на посту командующего войсками в Канаде генерал-лейтенанта Джона Клитроу. 
В 1848 году вернулся в Европу. В 1849 году назначен командиром 95-го пехотного полка, годом позже — командиром 32-го пехотного полка.
В 1851 году получил назначение командующим войсками в Мадрасе, с декабря того же года генерал-лейтенант.
В 1852 году, уже будучи кавалером португальских орденов Беннета Ависского и Башни и Меча, произведён в рыцари-командоры Ордена Бани.
В начале 1854 года ушёл в отставку по состоянию здоровья. Умер на борту корабля Barham по пути из Индии в Англию 3 марта 1854 года.